# Pac-Man és a szellemkaland
A Pac-Man és a szellemkaland (eredeti cím: Pac-Man and the Ghostly Adventures) amerikai–kanadai–japán televíziós 3D-s számítógépes animációs sorozat, amelyet a 41 Entertainment készített.
Amerikában a Disney XD vetítette, Kanadában a YTV sugározta, Magyarországon a Megamax adta.

## Ismertető
A sorozat főhősei Pac-Man, Cylindria és Spiral. Mindhárman a saját világuk megmentése érdekében harcolnak, olyan szellemekkel szemben, akik fenyegetik őket.

## Szereplők
| Szereplő      | Eredeti hang      | Magyar hang        | Leírás |
| ------------- | ----------------- | ------------------ | ------ |
| Pac-Man       | Erin Mathews      | Boldog Gábor       |        |
| Cylindria     | Andrea Libman     | Bogdányi Titanilla |        |
| Spiral        | Sam Vincent       | Pálmai Szabolcs    |        |
| Blinky        | Ian James Corlett | Markovics Tamás    |        |
| Inky          | Lee Tockar        | Baráth István      |        |
| Clyde         | Brian Drummond    | Berkes Bence       |        |
| Pinky         | Ashleigh Ball     | Hermann Lilla      |        |
| Lord Árrvány  | Sam Vincent       | Kapácsy Miklós     |        |
| Élnök úr      | Sam Vincent       | Háda János         |        |
| Dr. Farpofa   | Brian Drummond    | Kerekes József     |        |
| Sir Kamferenc | Ian James Corlett | Pálfai Péter       |        |
| Popófej       | Brian Drummond    | Forgács Gábor      |        |
| Skeebo        | Matt Hill         | Bogdán Gergő       |        |

## Epizódok

### 1. évad
| #   | #   | Eredeti cím                           | Magyar cím                       | Írta                                                                      | Eredeti premier      | Magyar premier   |
| --- | --- | ------------------------------------- | -------------------------------- | ------------------------------------------------------------------------- | -------------------- | ---------------- |
| 1.  | 1.  | The Adventure Begins                  | Kezdődik a kaland                | Tom Ruegger & Paul Rugg                                                   | 2013. június 15.     | 2014. január 6.  |
| 2.  | 2.  | The Adventure Begins                  | Kezdődik a kaland                | Tom Ruegger & Paul Rugg                                                   | 2013. június 15.     | 2014. január 6.  |
| 3.  | 3.  | No Pets Allowed… Especially Monsters! | Állatok nem!                     | Sean Catherine Derek                                                      | 2013. június 19.     | 2014. január 7.  |
| 4.  | 4.  | No Pets Allowed… Especially Monsters! | Állatok nem!                     | Sean Catherine Derek                                                      | 2013. június 20.     | 2014. január 8.  |
| 5.  | 5.  | All You Can Eat                       | Mi szem-szájnak ingere           | Dennis Haley & Marcy Brown                                                | 2013. június 21.     | 2014. január 9.  |
| 6.  | 6.  | President Possessed!                  | Megszállt elnök                  | Len Uhley                                                                 | 2013. június 24.     | 2014. január 10. |
| 7.  | 7.  | Is Zit You Or Is Zit Me?              | Pattanás és gúnyolás             | Ken Pontac                                                                | 2013. június 25.     | 2014. január 11. |
| 8.  | 8.  | Pac To The Future                     | Vissza a jövőbe                  | Glenn Leopold                                                             | 2013. június 26.     | 2014. január 12. |
| 9.  | 9.  | Heebo-Skeebo                          | Hős Skeebo                       | Bob Forward                                                               | 2013. június 27.     | 2014. január 13. |
| 10. | 10. | Mission ImPacable!                    | Pacoldhatatlan küldetés          | Jymn Magon                                                                | 2013. június 28.     | 2014. január 14. |
| 11. | 11. | No Body Knows                         | Testvezetés                      | Dennis Haley & Marcy Brown                                                | 2013. július 1.      | 2014. január 15. |
| 12. | 12. | Seems Like Old Times                  | Mint a régi szép időkben         | Glenn Leopold                                                             | 2013. július 2.      | 2014. január 16. |
| 13. | 13. | Betrayus Turns the Heat Up            | Ármány feltekeri a fűtést        | Mark Young                                                                | 2013. július 3.      | 2014. január 17. |
| 14. | 14. | Pac-Pong Fever                        | Pacpongláz                       | Eric Shaw                                                                 | 2013. július 5.      | 2014. január 18. |
| 15. | 15. | Driver's Pac                          | Sofőr Pac                        | Dennis Haley & Marcy Brown                                                | 2013. július 22.     | 2014. január 19. |
| 16. | 16. | Jinxed                                | Elátkozva                        | Michael Maurer                                                            | 2013. július 23.     | 2014. január 20. |
| 17. | 17. | Indiana Pac and the Temple of Slime   | Indiana Pac és a nyálka temploma | Ken Pontac                                                                | 2013. augusztus 31.  | 2014. január 21. |
| 18. | 18. | Planet Pac                            | Pacbolygó kontra szellemoidok    | Ken Pontac                                                                | 2013. szeptember 14. | 2014. január 22. |
| 19. | 19. | Stand By Your Pac-Man                 | Állj a Pac-Maned mellé           | Steve Granat & Cydne Clark (történet) Sean Catherine Derek (forgatókönyv) | 2013. szeptember 21. | 2014. január 23. |
| 20. | 20. | PacLantis                             | PacLantis                        | Dennis Haley & Marcy Brown                                                | 2013. szeptember 28. | 2014. január 24. |
| 21. | 21. | Jurassic Pac                          | Jurassic Pac                     | Ken Pontac                                                                | 2013. október 5.     | 2014. január 25. |
| 22. | 22. | A Berry Scary Night                   | Egy bogyóborzasztó éjszaka       | Sean Catherine Derek & Glenn Leopold                                      | 2013. október 12.    | 2014. január 26. |
| 23. | 23. | The Great Chase!                      | A nagy hajsza                    | Jymn Magon                                                                | 2013. október 19.    | 2014. január 27. |
| 24. | 24. | Robo Woes                             | Robobaj                          | Ken Pontac                                                                | 2013. október 26.    | 2014. január 28. |
| 25. | 25. | The Spy Who Slimed Me                 | A kém, aki összenyálkázott       | Dennis Haley & Marcy Brown                                                | 2013. november 2.    | 2014. január 29. |
| 26. | 26. | Invasion of the Pointy Heads          | A hegyesfejűek inváziója         | Ken Pontac                                                                | 2013. november 9.    | 2014. január 30. |

### 2. évad
| Eredeti bemutató | #   | Magyar cím | Eredeti cím                                   |
| ---------------- | --- | ---------- | --------------------------------------------- |
|                  |     |            |                                               |
| 2014.06.09.      | 27. |            | Ride the Wild Pac-topus                       |
|                  |     |            |                                               |
| 2014.06.10.      | 28. |            | Meanie Genie                                  |
|                  |     |            |                                               |
| 2014.06.11.      | 29. |            | Cave Pac-Man                                  |
|                  |     |            |                                               |
| 2014.06.12.      | 30. |            | Cosmic Contest                                |
|                  |     |            |                                               |
| 2014.06.16.      | 31. |            | That Smarts !                                 |
|                  |     |            |                                               |
| 2014.06.17.      | 32. |            | Pac-Mania                                     |
|                  |     |            |                                               |
| 2014.06.23.      | 33. |            | Rip Van Packle                                |
|                  |     |            |                                               |
| 2014.06.24.      | 34. |            | Spooka-Bazooka !                              |
|                  |     |            |                                               |
| 2014.06.30.      | 35. |            | The Pac Be With You                           |
|                  |     |            |                                               |
| 2014.10.08.      | 36. |            | The Shadow of the Were-Pac                    |
|                  |     |            |                                               |
| 2014.10.15.      | 37. |            | A Hard Dazed Knight                           |
|                  |     |            |                                               |
| 2014.10.16.      | 38. |            | Cap'n Banshee and his Interstellar Buccaneers |
|                  |     |            |                                               |
| 2014.12.02.      | 39. |            | Happy Holidays and a Merry Berry Day          |
|                  |     |            |                                               |
| 2015.05.18.      | 40. |            | Peace Without Slime                           |
|                  |     |            |                                               |
| 2015.05.19.      | 41. |            | The Ghost Behind the Throne                   |
|                  |     |            |                                               |
| 2015.05.20.      | 42. |            | Nerd is the Word                              |
|                  |     |            |                                               |
| 2015.05.21.      | 43. |            | The Bride of Grinder                          |
|                  |     |            |                                               |
| 2015.05.22.      | 44. |            | The Legend of Creepy Hollow                   |
|                  |     |            |                                               |
| 2015.05.26.      | 45. |            | Easter Egg Island                             |
|                  |     |            |                                               |
| 2015.05.27.      | 46. |            | The Wizard of Odd                             |
|                  |     |            |                                               |
| 2015.05.28.      | 47. |            | Indiana Pac and the Dentures of Doom          |
|                  |     |            |                                               |
| 2015.05.29.      | 48. |            | Honey, I Digitized the Pac-Man                |
|                  |     |            |                                               |
| 2015.05.29.      | 49. |            | New Girl in Town                              |
|                  |     |            |                                               |
| 2015.10.26.      | 50. |            | Pac's Very Scary Halloween                    |
| 2015.10.26.      | 51. |            | Pac's Very Scary Halloween                    |
|                  |     |            |                                               |
| 2015.12.21.      | 52. |            | Santa Pac                                     |